# Otto Groos
Otto Joseph Christian Hubert Groos (* 17. Juli 1882 in Jülich; † 29. Mai 1970 in Bremen) war ein deutscher Admiral der Kriegsmarine im Zweiten Weltkrieg.

## Leben
Groos wurde als Sohn eines Armeeoffiziers geboren. Er trat am 7. April 1900 in die Kaiserliche Marine ein. Nach seiner Ausbildung und ersten Erfahrungen an Bord diente er während des Ersten Weltkriegs unter anderem als Navigationsoffizier auf dem Großen Kreuzer Von der Tann während der Skagerrakschlacht und ab 23. Juni 1917 als Admiralstabsoffizier bei der IV. Aufklärungsgruppe. Er wurde mit beiden Klassen des Eisernen Kreuzes, dem Ritterkreuz des Königlichen Hausordens von Hohenzollern mit Schwertern sowie dem Eisernen Halbmond ausgezeichnet.
Von Dezember 1918 bis Januar 1926 war er in der Kriegsgeschichtlichen Abteilung der deutschen Marine, dem späteren Marinearchiv, tätig. Hier bearbeitete Groos die kriegsgeschichtliche Darstellung des Seekriegs in der Nordsee aus deutscher Sicht, die in Form des siebenbändigen Werks Der Krieg in der Nordsee veröffentlicht wurde. Während dieser Zeit wurde er zum Fregattenkapitän befördert und erhielt am 20. Juni 1925 die Ehrendoktorwürde eines Dr. phil. der Rheinischen Friedrich-Wilhelms-Universität in Bonn.
Bei seiner Darstellung orientierte sich Groos weitgehend an den Wünschen von Großadmiral a. D. Alfred von Tirpitz, der die Marine entlastet und Reichskanzler Theobald von Bethmann Hollweg als denjenigen dargestellt sehen wollte, der den Einsatz der Flotte zum richtigen Zeitpunkt verhindert habe. In den tendenziösen und einseitigen Bänden rückte Groos die Offiziere, die in Tirpitz’ Augen versagt hatten, namentlich Friedrich von Ingenohl, Hugo von Pohl und Georg Alexander von Müller, in ein schlechtes Licht, während er Aspekte, die zu einer differenzierten Sicht hätten beitragen können, bewusst verschwieg. Der Leiter des Marinearchivs Eberhard von Mantey räumte 1932 gegenüber Erich Raeder ein, die ersten Nordseebände seien ganz im „Tirpitzschen Fahrwasser“ geschrieben, sodass eine Überarbeitung notwendig sei. Deren Autor Otto Groos könne „in Bezug auf Historie nur subjektiv denken“.
Am 10. Januar 1926 übernahm Groos das Kommando über den als Schulschiff eingesetzten Kleinen Kreuzer Hamburg, mit dem er eine Weltreise unternahm und in dessen Verlauf er am 1. Dezember 1926 zum Kapitän zur See befördert wurde. Nach der Rückkehr im Juni 1927 wurde Groos zur Marineleitung versetzt, wo er zunächst als Lehrer und ab April 1929 die Leitung der Führergehilfenausbildung, d. h. die Ausbildung der Admiralstabsoffiziere, übernahm.
1930 zum Konteradmiral befördert war Groos von April bis September 1931 Chef des Stabes der Marinestation der Ostsee, um anschließend Chef des Marinekommandoamts in der Marineleitung zu werden. Am 1. April 1934 wurde er zum Vizeadmiral befördert und zum 30. September 1934 in den Ruhestand versetzt. Er hielt anschließend an der Wehrmachtakademie im Rahmen der Generalstabsausbildung Vorträge zur Seetaktik.
Am 22. März 1939 wurde Groos zur Verfügung des Oberkommandos der Wehrmacht reaktiviert und mit einer kurzen Unterbrechung von Juni bis Oktober 1944 bis zum Ende des Zweiten Weltkriegs als Chef Sonderstab Handelskrieg und wirtschaftliche Kampfmaßnahmen eingesetzt. Am 1. September 1941 erhielt er das Patent als Admiral.
Ab 1967 war er Ehrenmitglied der Clausewitz-Gesellschaft.

## Schriften
Neben seiner Arbeit an dem Gesamtwerk Der Krieg in der Nordsee hat Groos mehrere Bücher zum Thema Seekrieg geschrieben, darunter:
- Seekriegslehren im Lichte des Weltkrieges. Berlin 1929.
- Was jeder vom Seekrieg wissen muß. Volk und Reich Verlag, Berlin 1940.
- Der Seekrieg. Berlin/Wien/Prag 1943.